# 합천 법연사 불설대보부모은중경
합천 법연사 불설대보부모은중경(陜川 法然寺 佛說大報父母恩重經)은 대한민국 경상남도 합천군 법연사에 있는 조선시대의 불경이다. 2018년 4월 26일 경상남도의 유형문화재 제626호로 지정되었다.

## 개요
불설대보부모은중경은 부모의 은혜를 중히 여기라는 내용을 담고 있는 경전이다. 우리나라에서는 고려 초에 널리 유통되기 시작한 이래로, 여말선초 이후로 급격한 간행의 증가 현상을 보이고 있다. 이 자료는 1484년이라는 명확한 간행 기록과 화암사 라는 간행한 장소를 상세히 알 수 있는 기록들이 남아있는 구중본이다

## 참고 문헌
- 합천 법연사 불설대보부모은중경 - 국가유산청 국가유산포털